# Манкс Корнер (Јужна Каролина)
Манкс Корнер (енгл. Moncks Corner) град је у америчкој савезној држави Јужна Каролина.

## Демографија
По попису из 2010. године број становника је 7.885, што је 1.933 (32,5%) становника више него 2000. године.
| Група             | 2000.         | 2010.         |
| Белци             | 3.373 (56,7%) | 4.471 (56,7%) |
| Афроамериканци    | 2.178 (36,6%) | 2.835 (36,0%) |
| Азијати           | 33 (0,6%)     | 42 (0,5%)     |
| Хиспаноамериканци | 250 (4,2%)    | 400 (5,1%)    |
| Укупно            | 5.952         | 7.885         |